# Zgornja Švabska
Pokrajina, ki tvori trikotnik med južnim robom Švabske Jure (zgornja dolina Donave), Bodenskim jezerom in reko Lech, se imenuje Zgornja Švabska ali Schwäbisches Oberland . Danes reka Iller z državno mejo med Baden-Württembergom in Bavarsko velja za vzhodno mejo. V srednjem veku je bila zgodovinska Zgornja Švabska bistveni del  Švabske vojvodine, ki je bila ustanovljena leta 911 in je pripadala Vzhodnofrankovskemu cesarstvu. Po njenem političnem propadu ob koncu staufovskega obdobja leta 1283 so velika območja Zgornje Švabske pripadala Prednji Avstriji do dokončnega pravnega propada v začetku 19. stoletja. Zato se je ta del pokrajine Vorderösterreich imenoval Švabska Avstrija. Švabske Avstrije ni upravljal nekdanji gornjeavstrijsko-alzaški Ensisheim, ampak je bila neposredno podrejena vladi v Innsbrucku.

## Geografija
Zgornja Švabska je na jugovzhodu Baden-Württemberga in na jugozahodu Bavarske. Gre za hribovito deželo, ki se ukvarja predvsem s kmetijstvom; v Schussenski kotlini prevladujejo hmeljišča in sadovnjaki, na ostalih območjih mlekarstvo in pridelava žit.
Zgornja Švabska leži na tako imenovanem Donava-Iller-Lech platoju, ki mu pravimo tudi Zgornješvabska planota, in izven tega na sosednjih velikih naravnih območjih. Lech je vzhodna meja Zgornje Švabske, Švabska Jura pa meja na severu.

## Deli Zgornje Švabske
V literaturi je Zgornja Švabska običajno razdeljena na štiri različna področja.

### Zahodna Švabska
Območje zahodno od Illerja, severno od Allgäua in južno od Švabske Jure običajno imenujejo Zahodna Švabska. Danes ta del zlasti prebivalstvo vidi kot Zgornja Švabska.

### Srednja Švabska
Na vzhodu meji Srednja Švabska na Stauden, južni del Naravnega parka Augsburg-Zahodni gozdovi - Mindel tvori mejo. Na severu Srednja Švabska meji na Donauried, na zahodu pa Iller tvori mejo z Zahodno Švabsko. Na jugu Srednja Švabska meji na Allgäu, končne morene Würmske ledene dobe tvorijo naravno mejo. Glede na krajinske profile BfN, Srednja Švabska vključuje naslednje podkrajine naravne regije Donau-Iller-Lech-platoja:[3] Untere- in Obere Iller-Lech-Schotterplatte ter bavarski del Unteren Felder, Spodnja dolina Iller;
- Jug-sever: Bad Grönenbach-Memmingen-Illertissen-Neu-Ulm
- Zahod-vzhod: območje med Aitrach-Memmingen-Mindelheim-Bad Wörishofen

Če upoštevamo zgoraj opisano slikovito mejo in geografsko mejo od severa proti jugu in od zahoda proti vzhodu, bi lahko poenostavljeno rekli, da Srednja Švabska vključuje območje okrožij Unterallgäu, Neu-Ulm in Günzburg ter del okrožja Augsburg in neodvisno mesto Memmingen. Izraz Mittelschwaben je bil izumljen v 19. stoletju, da bi razlikoval zgornješvabska območja, ki so pripadla Kraljevini Württemberg, od tistih, ki so pripadla Kraljevini Bavarski. Številne skupnosti so dodeljene eni ali drugi regiji. Predvsem je sporna razmejitev Allgäu-Srednje Švabske. Zlasti območje Allgäuja se trenutno potiska vse bolj proti severu, kar je zgodovinsko treba označiti kot napačno (npr. Memmingen, Babenhausen, Mindelheim, Bad Wörishofen itd.). To se običajno zgodi zaradi pozitivne povezave z izrazom Allgäu. Zaradi svoje zgodovine pa le nekaj skupnosti pripada obema regijama.

### Vzhodna Švabska
V literaturi se območje današnje Bavarske Švabske običajno imenuje Vzhodna Švabska. Vendar se ta prekriva s Srednjo Švabsko.

### Allgäu
Allgäu je regija Zgornje Švabske, ki tvori južni del južno od planote Donava-Iller-Lech v predgorju Alp. Med prebivalstvom se vse bolj uveljavlja mnenje, da Allgäu ni podregija Zgornje Švabske, kar je tudi pogosta tema razprav.

## Mesta
Zgornja Švabska je regija nekdanjih svobodnih cesarskih mest in knežjih mest. Večina mest je bila ustanovljena v obdobju gvelfov do konca 12. stoletja. Podobno veliko število novoustanovljenih podjetij je bilo ponovno doseženo šele v času industrializacije, ko so se številni trgi povzdignili v mesta.

### Nekdanja svobodna cesarska mesta v Zgornji Švabski
Augsburg, Bad Buchau, Biberach an der Riß, Donauwörth, Buchhorn (danes v Friedrichshafenu), Konstanca, Isny, Kaufbeuren, Kempten, Leutkirch, Lindau, Pfullendorf, Memmingen, Ravensburg, Überlingen, Ulm, Wangen.

### Druga mesta so
Aulendorf, Bad Saulgau, Bad Schussenried, Bad Waldsee, Bad  Wurzach, Dietenheim, Ehingen (Donau), Erbach (Donau), Illertissen, Immenstadt, Krumbach, Laupheim, Mengen, Meßkirch, Mindelheim, Neu-Ulm, Ochsenhausen, Riedlingen, Scheer, Senden, Sigmaringen, Tettnang, Vöhringen, Weingarten, Weißenhorn

### Judovstvo
V nasprotju z Altwürttembergom, kjer so bili vsi Judje izključeni v skladu z voljo grofa Eberharda im Barta leta 1498, so obstajale judovske skupnosti v Bad Buchauu, Kappelu in Laupheimu v Oberlandu.

## Zgodovina

### Rimsko obdobje
Rimski general Druz se je premaknil leta 15 pr. n. št. z vojsko nad Brenner in bočno čez Reschenpass na območju severno od Alp in osvojil tudi dele Zgornje Švabske. Istega leta je njegov brat Tiberij, ki je pozneje postal rimski cesar, osvojil območje bolj zahodno in prek doline Rena dosegel Bodensko jezero, kjer je bilo območje Vindelicev. To so porazili v bitki ob jezeru, pri čemer je eden od otokov v jezeru služil kot oporišče za Rimljane. V letih od 16. do 14. pr. n. št. sta današnja Graubünden in Predarlska (Vorarlberg) ter območja južne Bavarske in Zgornje Švabske med Donavo in Innom ter severni del Tirolske združili v rimsko provinco Retija.
Od 4. stoletja je v okviru cesarskih reform cesarja Dioklecijana provinca Retija postala del italijanske škofije in je bila razdeljena na dve podprovinci Raetia prima (Curiensis) in Raetia secunda (Vindelica). Podprovincama, dani pod dux, so zdaj upravljali guvernerji nižjega ranga, tako imenovani praesides, ki so imeli uradno prebivališče v Curii (Chur) in Augusta Vindelicorum (Augsburg). Zgornja Švabska je postala del Raetia Secunda. S propadom rimske oblasti se je premoženje obeh delov province ločilo.

### Od frankovskega cesarstva do sodobnega časa
Zgornja Švabska in območje Bodenskega jezera, vključno z Predarlsko, ki je prej pripadalo Churrätienu, sta postala del Kraljevine Alemanov, sprva kot vojvodina Alemanija, pozneje kot regnum Sueviae ('Kraljevina Švabska', za mlajše kraljeve sinove). Obstajala je le kratek čas, preden jo je frankovski kralj Klodvik I. vključil v Frankovsko cesarstvo. Območje vzhodnofrankovske je postalo del močne Švabske vojvodine.
Za prevlado na tem območju so se potegovale številne močne plemiške družine, med drugim najprej Salijci, pozneje Staufovci in Welfi, katerih domovina je bila v Zgornji Švabski. Welfske posesti v Zgornji Švabski so kasneje z dedno pogodbo pripadle Friedriku Barbarossi.
Po padcu Staufovcev in razpadu Švabske vojvodine je Zgornja Švabska razpadla na veliko število majhnih, večinoma cesarskih ozemelj (vitezi, cesarska mesta, grofije, kneževine, cesarske opatije, švabski sodni izvršitelji). Največja gospostva so vključevala Habsburžane (Vorderösterreich), grofe Montfort ter cesarska samostana v Weingartenu in Salemu.
Od srednjega veka do sodobnega časa zgodovino Zgornje Švabske ne krojijo le plemstvo in samostani, temveč tudi meščanski in podeželski podložniki v mestih in vaseh, ki so se v mnogih primerih zelo samozavestno upirali fevdalnemu zatiranju ter zahtevali državljanske svoboščine in občinsko avtonomijo. Upor navadnega človeka v mestu in na podeželju v nemški kmečki vojni (1524-1526) je imel verjetno najpomembnejše središče moči na Zgornjem Švabskem, kjer se je več kmečkih skupin združilo v tako imenovano Zgornješvabsko (tudi krščansko) združenje. Ena najpomembnejših skupin je bila skupina Baltringer, ki je imela središče v Oberlandu. Marca 1525 so v Memmingenu napisali Dvanajst členov, zgodovinsko prvi zapis človekovih pravic. Z Dvanajstimi členi je nastal povsod sprejeti pamflet celotnega gibanja za svobodo, Weingartenska pogodba pa je utrla pot dolgoročni uspešni poti k nenasilnemu reševanju subjektivnih konfliktov. Podeželski subjekti so v zgodnjem novem obdobju aktivno sodelovali pri razvoju ustave v Zgornji Švabski, ki je bila razdeljena na majhna ozemlja, prek svojih skupnosti in regij s pretežno pravnim odporom, po potrebi pa tudi z nasilnim odporom.

### 17. do 20. stoletje
Skoraj vsi samostani so bili leta 1803 zaradi sekularizacije razpuščeni, mediacija pa je pomenila konec svobodnih cesarskih mest. Po koncu Svetega rimskega cesarstva leta 1806 je največji del te pretežno katoliške pokrajine končno pripadel protestantskemu kraljestvu Württemberg - končno prek Dunajskega kongresa leta 1815. Zgornja Švabska je v mnogih pogledih konservativna, a živahna regija, v kateri se miselnost včasih primerja z na primer Zgornjo Bavarsko. Tako ima Zgornja Švabska tudi svojo uporniško plat, kar se odraža tudi v čaščenju Schwarzen Veri (Franz Xaver Hohenleiter), razvpitega nemškega roparja okoli leta 1800.
V revoluciji 1848/49 je kmečka vstaja prinesla propad preostalih fevdalnih struktur, gibanje meščanske demokracije je dvignilo tudi liberalne in nacionalne zahteve po svobodi v Zgornji Švabski. Hohenzollernovo gibanje za demokracijo je vodilo do revolucije v Sigmaringenu. Revolucija 1918/19 je prinesla tudi prehod iz monarhične avtoritarne države v demokratično republiko v Oberlandu, medtem ko socialistične zahteve, ki so se slišale od drugod, tam niso imele nobene vloge glede na še nerazvito industrializacijo in šibko delavsko gibanje. Na Zgornjo Švabsko je negativno vplivala tudi izguba svobode v okviru nacionalsocialističnega režima nasilja in krivice od leta 1933 do 1945, pa tudi v provincah, kjer so bili politični nasprotniki preganjani, ljudje pa so bili marginalizirani in okrutno ubijani v skladu z rasno ideologijo.

## Religija
Zgornja Švabska se lahko šteje za trdnjavo katolicizma v južni Nemčiji. Zgornjo Švabsko je od nekdaj oblikovalo samostansko življenje in globoka pobožnost večinoma podeželskih ljudi. Območje današnje Zgornje Švabske je od 6. stoletja pripadalo škofiji Konstance in Augsburga. Obe škofovski mesti sta bili pomembni že v rimskih časih. Od razpustitve škofije Konstance leta 1820 sta zdaj Baden in Hohenzollern v Zgornji Švabski pod Freiburško nadškofijo, osrčje Württemberga je odslej pod škofijo Rottenburg, medtem ko je bavarski del Švabske še vedno pripadal augsburški škofiji.
Od reformacije, ki se je lahko uveljavila le v nekaj nekdanjih cesarskih mestih, so bili protestanti tudi na Zgornjem Švabskem. Predvsem nekdanji cesarski mesti Memmingen in Ulm, ki sta se v celoti pridružili reformaciji, pa tudi paritetna cesarska mesta, kot so Biberach an der Riss, Ravensburg ali Lindau (Bodensko jezero), v katerih so katoličani in protestanti skupaj živeli in delali od je treba omeniti zgodnje novodobno obdobje.
Z nastopom industrializacije v 19. stoletju so se konfesionalne meje postopoma premikale tako, da so se protestantski delavci priselili na dotedanja katoliška območja in prejšnja protestantska mesta, kot sta Memmingen in Ulm, so po stoletjih spet imela katoliško prebivalstvo. Katoličani še danes predstavljajo večino prebivalstva v velikih delih Oberlanda. Tudi katoliška vera je sestavni del kulturnega življenja vse do danes v obliki festivalov in praznikov ter romanj. Izpostaviti je treba predvsem romanje z avtobusi in vsakoletne Bluttrite (konjeniška procesija v čast relikvije krvi) v Weingartnu in Bad Wurzachu. Prvi se odvija v petek po dnevu vnebohoda in je splošno veljaven za visoki festival Zgornje Švabske. Je največja konjeniška povorka v Evropi.

## Turizem

### Turizem in tematske poti
Poleg zgodovinskih starih mest Ravensburg, Biberach, Ulm in Memmingen so za turizem pomembne turistične poti skozi Zgornjo Švabsko. Od tu vodi skozi Zgornjo Švabsko:
- Oberschwaebische Barockstraße (Zgornješvabska baročna cesta) vodi po več poteh do Bodenskega jezera in nazaj. V času protireformacije (17. stoletje) so na Zgornjem Švabskem zgradili številne veličastne baročne cerkve.
- Schwäbische Bäderstraße (Švabska kopališka cesta) povezuje zdravilišča s termami.
- Deutschen Fachwerkstraße: vzhodni del nemške ceste lesenih predalnih hiš vodi od Bad Uracha do Bodenskega jezera, do mest Blaubeuren, Riedlingen, Biberach an der Riss, Pfullendorf in Meersburg.
- Mühlenstraße Oberschwaben (Zgornješvabsa cesta mlinov) je najmlajša turistična pot, postavljena leta 2005 in vodi do več kot sto mlinov v regiji.

### Eko turizem
Zgornja Švabska ima tudi posebne ponudbe v smislu eko turizma. Priljubljene so  kolesarske, pohodniške in romarske poti:
- Kolesarska pot Iller kot turistična ponudba za kolesarje skorajda ne zapusti toka reke in se hkrati dotakne pomembnih krajev v Zgornjem Švabskem.
- Kolesarska pot Donava-Bodensko jezero popelje kolesarje bolj v zahodni del Zgornje Švabske.
- Zgornješvabska pot sv. Jakoba in Zgornješvabska romarska pot ponujata pohodnikom in romarjem celovito sliko Zgornje Švabske na skrbno označenih poteh.
- S svojo Main-Donave-Bodensee-Weg, tako imenovano HW 4, in Schwarzwald-Schwäbische-Alb-Allgäu-Weg, označeno kot HW 5, je Schwäbische Albverein poskrbela, da so zgornješvabske pokrajine dobro razvite za pohodnike, jih začrtala in označila.

#### Razgledne točke
| Ime            | Višina | Opis |
| -------------- | ------ | --- |
| Bussen         | 0767 m | Sveta gora Zgornje Švabske je priljubljena kot panoramska gora in romarski kraj.                                                    |
| Gehrenberg     | 0754 m | Gora v bližini Markdorfa ponuja čudovit razgled na Bodensko jezero in Alpe s 30 m visokega razglednega stolpa ob lepem vremenu.     |
| Höchsten       | 0838 m | e priljubljena razgledna točka približno 17 km severno od Bodenskega jezera v zahodni Zgornji Švabiji.                              |
| Grabener Höhe  | 0754 m | Leži med Bad Waldsee in Bad Wurzach. Od tod je lep razgled na Alpe in Wurzacher Ried, ki je največje visoko barje v srednji Evropi. |
| Waldburg       | 0772 m | Leži na stožčastem griču vzhodno od Ravensburga.                                                                                    |
| Schwarzer Grat | 1118 m | Najvišja gora v württemberškem delu Allgäua in Zgornje Švabske.                                                                     |

## Gospodarstvo
Ker je Zgornja Švabska razmeroma redko poseljena, se zdi, da so njeni veliki deli še vedno bolj kmetijski. Vendar je delež zaposlenih v kmetijstvu v regiji Bodensko jezero-Zgornja Švabska, ki vključuje okrožja Sigmaringen, Ravensburg in okrožje Bodenskega jezera, le 3,5 %, medtem ko je okoli 33,4 % v predelovalni industriji in okoli 63 % delo v storitvenem sektorju. V regiji je skupaj 321.800 delavcev.
Industrijska središča so se razvila okoli mest Friedrichshafen, Ravensburg, Biberach in Memmingen. Globalno aktivna podjetja, kot so ZF Friedrichshafen, MTU Friedrichshafen, Liebherr, Boehringer Ingelheim, Hymer, Ravensburger, Vetter Pharma, Waldner, Handtmann, Weishaupt, Berger Holding ali Magnet-Schultz, so tam, a tudi v manjših mestih.
Turizem je pomembna gospodarska panoga, zlasti v regiji Bodenskega jezera.

### Film
- Schatzkammer Bayern, Burgen und Schlösser in Oberschwaben, Eine Filmdokumentation von Bernhard Graf, Deutschland 2006